# Berlebecke
Berlebecke (tên ở phụ lưu là Wiggenbach), hay còn gọi là Knochenbach, là một dòng sông ở Nordrhein-Westfalen, Đức. Nó có độ dài khoảng 12km. Nó chảy đến sông Wiembecke ở Detmold-Heiligenkirchen.